# Loudi
Loudi (chiń. 娄底; pinyin Lóudî) – miasto o statusie prefektury miejskiej w środkowych Chinach, w prowincji Hunan. W 2010 roku liczba mieszkańców miasta wynosiła 164 964. Prefektura miejska w 1999 roku liczyła 3 960 948 mieszkańców.